# Darżkowo (Kołczygłowy)
Darżkowo (deutsch Darsekow) ist ein  Dorf in der polnischen Woiwodschaft Pommern und gehört zur Gmina Kołczygłowy (Alt Kolziglow) im Powiat Bytowski (Bütower Kreis).

## Geographische Lage
Das Dorf liegt in Hinterpommern, etwa 33 Kilometer nordnordöstlich von Miastko (Rummelsburg i. Pom.), 22 Kilometer nordwestlich von Bytów  (Bütow)  und 4 ½ Kilometer nordwestlich von Kołczygłowy  (Alt Kolziglow).

## Geschichte

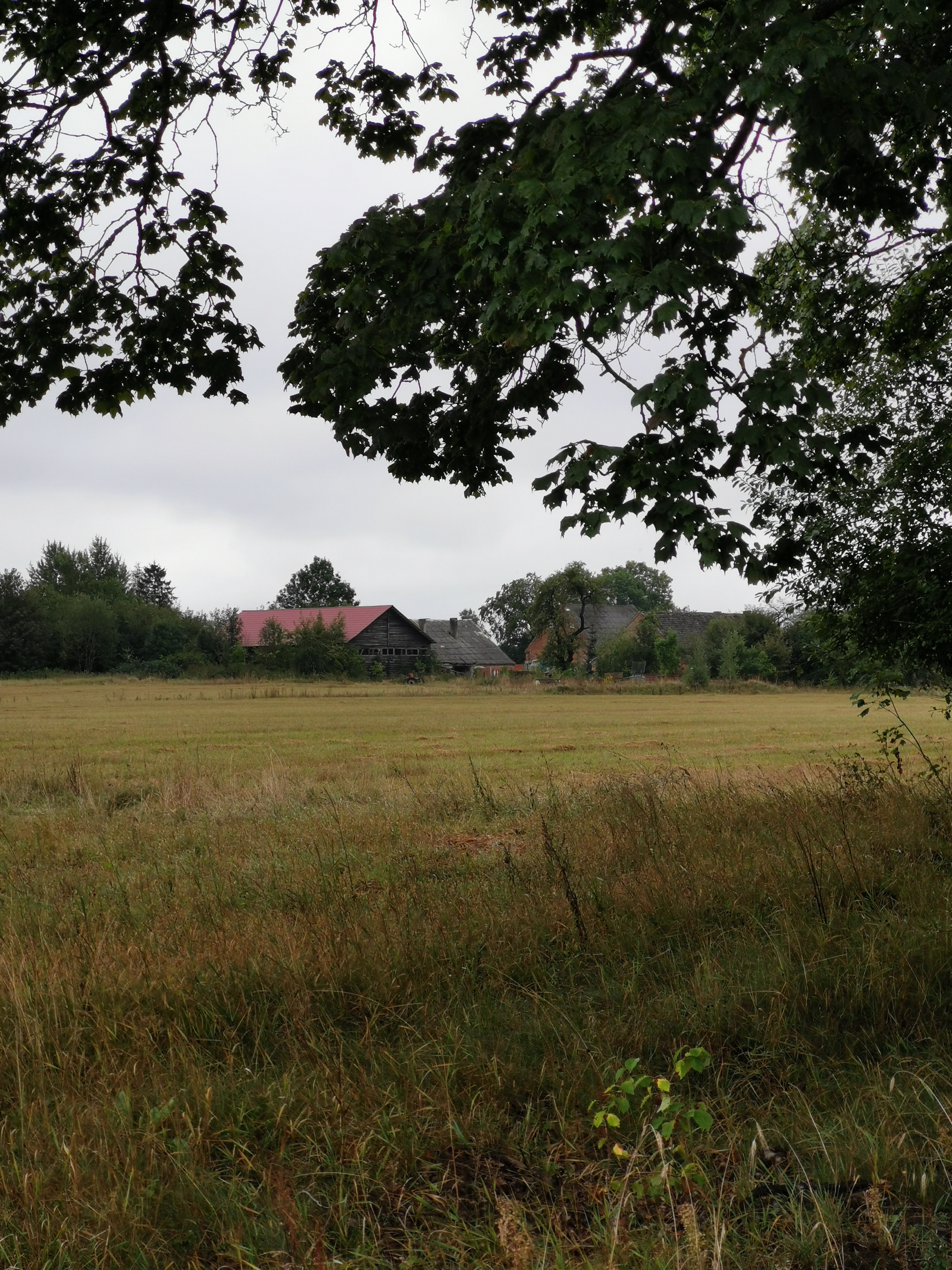
Gebäude am Dorfrand (2019)

Das Gut Darsekow, zu dem ein Vorwerk und Holzungen gehörten, war ehemals ein Lehen der Familie Puttkamer, das im 18. Jahrhundert Hans von Puttkamer zusammen mit den Gütern Kremerbruch und Zuckers besaß. Er hinterließ Zuckers und Darsekow seinem Sohn, dem Oberst Adolph Ludwig von Puttkamer, und Kremerbruch seinem jüngsten Sohn, Jakob Kaspar von Puttkamer, der, nachdem Darsekow und Zuckers in Konkurs geraten waren, als nächster Lehensnachfolger auch diese Güter übernahm.
Im Oktober 1851 wurde das inzwischen allodifizierte Gut Darsekow von der Gutsbesitzer-Witwe Dörschlag zum freien Verkauf angeboten. Im Verzeichnis der Pommerschen Ritterschaft vom 1. Januar 1862 ist Johan Ferdinand Dörschlag als Besitzer des Guts Darsekow aufgelistet.
Im Jahr 1884 wird Carl Ceconi als Besitzer des Ritterguts Darsekow mit dem Vorwerk Franzhof genannt, der dort eine Schafzucht betrieb. Um 1892 war Ferdinand Barz der Besitzer.
Am 1. Dezember 1913 gab es in der Landgemeinde Darsekow zehn und im Gutsbezirk Darsekow zwanzig viehhaltende Haushaltungen.
Am 1. April 1927 hatte der Gutsbezirk Darsekow eine Flächengröße von 408 Hektar, und am 16. Juni 1925 hatte der Gutsbezirk 142 Einwohner.  Am 30. September 1928 wurde der Gutsbezirk Darsekow in die Landgemeinde Darsekow eingegliedert.
Anfang der 1930er Jahre hatte die Landgemeinde Darsekow eine Flächengröße von 5,5 km². Innerhalb der Gemeindegrenzen standen zusammen 23 bewohnte 
Wohnhäuser an vier verschiedenen Wohnstätten:
1. Darsekow
2. Franzhof
3. Seekaten
4. Vosbläck

Im Jahr 1939 hatte die Landgemeinde Darsekow 212 Einwohner.
Die Landgemeinde Darsekow gehörte im Jahr 1945 zum Landkreis Rummelsburg im Regierungsbezirk Köslin der preußischen Provinz Pommern des Deutschen Reichs und war dem Amtsbezirk Barnow angegliedert. Das Standesamt befand sich in Barnow.
Gegen Ende des Zweiten Weltkriegs wurde Darsekow Anfang März 1945 von der Roten Armee eingenommen. Anschließend wurde Darsekow zusammen mit ganz Hinterpommern von der Sowjetunion der Volksrepublik Polen zur Verwaltung überlassen.  Es begann danach allmählich die Zuwanderung von Polen. Die einheimische Bevölkerung wurde in der Folgezeit von der polnischen Administration vertrieben. Der Ortsname wurde zu „Darżkowo“ polonisiert.

## Kirchspiel bis 1945
Die vor 1945 anwesende Dorfbevölkerung war mit wenigen Ausnahmen evangelischer Konfession. Die evangelischen Einwohner gehörten zum Kirchspiel Zettin. 
Das katholische Kirchspiel war in Rummelsburg i. Pom.